# Lakci
Lakci (Kazikumuhci, Laki; Лакцы, Лаки, Казикумухцы), jedan od dagestanskih naroda nastanjenih u Dagestanu, koji jezično pripada laksko-darginskoj podskupini dagestanske skupine nahsko-dagestanske etnolingvističke porodice. Lakci sami sebe zovu Lak i smatraju da su potomci plemena Gumik. 
Prvi Lakci na islam, kojeg šire arapski trgovci, prelaze već u 8. stoljeću, no glavnina naroda prelazi na islam tek u 15. stoljeću dolaskom perzijskih trgovaca, kao i mongolskom invazijom u 16. i 17. stoljeću. Postupak prelaska na islam kod njih je veoma spor, mnogo sporiji nego kod ostalih Dagestanaca.
Lakska ekonomija počiva na zemljodjelstvu i uzgoju stoke. Umješni su u izradi suknenih predmeta, ćilima i metalnog posuđa. Odjeća je, kao i kod ostalih Kavkazaca, uz obavezni bešmet. Obitelj im je patrilinearna.
Lakci govore lakskim jezikom, koji ima sedam dijalekata: kumuhski (кумухский), vichinski (вицхинский), vihlinski (вихлинский), šadninski (шаднинский), ara-kulski (ара-кульский), barthinski ili balharski (бартхинский, балхарский) i aštikulinski (аштикулинский). Koristili su se arapskim pismom od 15. stoljeća do 1928. Narednih deset godina koriste latinicu, a od 1938. ćirilicu.

## Vanjske poveznice
- Лакцы - Россия Великая (rus.)